# 拉多萬·潘科夫
拉多萬·潘科夫（1995年8月5日—）是一位塞爾維亞足球運動員。在場上的位置是後衛。他現在效力於塞爾維亞足球超級聯賽球隊贝尔格莱德红星足球俱乐部。他也代表塞爾維亞各級國青隊參賽。